# Ruta de Rhode Island 4
La Ruta de Rhode Island 4, y abreviada R.I. 4 (en inglés: Rhode Island Ruta 4) es una carretera estatal estadounidense ubicada en el estado de Rhode Island. La carretera inicia en el Norte desde la US 1     en North Kingstown hacia el Sur en la I 95     en Warwick. La carretera tiene una longitud de 16,7 km (10.37 mi).

## Mantenimiento
Al igual que las autopistas interestatales, y las rutas federales y el resto de carreteras estatales, la Ruta de Rhode Island 4 es administrada y mantenida por el Departamento de Transporte de Rhode Island por sus siglas en inglés RIDOT.

## Cruces
La Ruta de Rhode Island 4 es atravesada principalmente por la Ruta 102  en North Kingstown
Ruta 403  en East Greenwich.
| Condado    | Pueblo          | Milla                                                                          | #  | Destinos                                                                  | Notas                                                                       |
| ---------- | --------------- | ------------------------------------------------------------------------------ | -- | ------------------------------------------------------------------------- | --------------------------------------------------------------------------- |
| Washington | North Kingstown |                                                                                |    |                                                                           |                                                                             |
| Washington | North Kingstown | 0.00                                                                           |    | US 1 sur (Tower Hill Road)                                                | Sin acceso en sentido norte                                                 |
| Washington | North Kingstown | 0.58                                                                           |    | West Allenton Road                                                        |                                                                             |
| Washington | North Kingstown | 1.89                                                                           |    | Oak Hill Road                                                             |                                                                             |
| Washington | North Kingstown | La autopista empieza en Oak Hill Road en sentido norte; paso a desnivel inicia |    |                                                                           |                                                                             |
| Washington | North Kingstown | 3.15                                                                           | 5  | Ruta 102 Ruta 2 – Exeter, Wickford                                        | Señalizada como Salidas 5A (Ruta 102 north) y 5B (Ruta 102 sur) sentido sur |
| Kent       | East Greenwich  | 5.81                                                                           | 6  | Ruta 2 (South County Trail) – East Greenwich, Quaker Lane                 |                                                                             |
| Kent       | East Greenwich  | 6.84                                                                           | 7A | Ruta 402 (Frenchtown Road)                                                | Salida Sur y entrada Norte                                                  |
| Kent       | East Greenwich  | 7.29                                                                           | 7B | Ruta 403 este – Quonset                                                   | Señalizada como Salida 7 sentido norte                                      |
| Kent       | Warwick         | 9.27–9.50                                                                      | 8  | Ruta 401 (Division Street) Ruta 2 I 95 sur – East Greenwich, West Warwick | Señalizada como Salidas 8A (este) y 8B (oeste) sentido norte                |
| Kent       | Warwick         | 10.37                                                                          |    | I 95 norte                                                                | Salida Norte y entrada Sur; carretera principal continúa como la I-95       |